# Ole Lippmann
Ole Lippmann (født 25. april 1916 i København, død 3. september 2002 smst) var en dansk erhvervsmand og modstandsmand, der især er kendt for sin indsats under besættelsen 1940-45. Han afløste i februar 1945 Flemming B. Muus som SOEs faldskærmschef i Danmark, og fungerede som sådan frem til befrielsen 5. maj 1945. Han var samtidig medlem af Danmarks Frihedsråd.
Ole Lippmann var søn af grosserer, instrumentmager Kai Lippmann og hustru Elisabeth f. Hansen, gik på Niels Brocks handelsskole og blev 1933-34 uddannet i familiefirmaet Simonsen & Weels Eftf., A/S, der producerer udstyr til sundhedssektoren. Han var på studierejser i England 1935, i USA 1936-37 og i Japan og Rusland 1937, hvorefter han genindtrådte i Simonsen & Weels Eftf. samme år. Lippmann blev gift 31. oktober 1942 med Inga Bjørn Nielsen.
Under 2. verdenskrig gik han ind i modstandsbevægelsen, og han flygtede til London i juli 1944. I England blev han uddannet til major i regimentet The Buffs og fra februar 1945 indtil befrielsen var han chef for de faldskærmsfolk, der opererede i Danmark. Han var tillige de allieredes repræsentant i Frihedsrådet fra februar 1945 og medlem af Frihedsrådets kommandoudvalg.
Efter krigen blev han adm. direktør i Simonsen & Weels Eftf., A/S fra 1951 og arbejdede sammen med vennen Erik Husfeldt i oktober-november 1956 som Dansk Røde Kors-officer i Budapest under Opstanden i Ungarn. Efter et hjerteanfald 1988 trak Ole Lippmann sig som bestyrelsesformand i familiefirmaet, og i 1997 blev Simonsen & Weel solgt til et svensk investeringsselskab og blev endegyldigt afviklet to år senere. Virksomhedens ve og vel var formentlig blev alt for tæt knyttet til Ole Lippmanns personlige ledelse og forretningssans.
Han var derudover formand i bestyrelsen for Simonsen & Weels Eftf. A/S fra 1951, for Simonsen & Weel Ltd., England fra 1970, medl. af bestyrelsen for Det Forenede Dampskibs-Selskab A/S fra 1966. Helsingør Skibsværft og Maskinbyggeri A/S 1967-72, Frederikshavn Værft og Tørdok A/S 1968-72, Aarhus Flydedok og Maskinkompagni A/S 1968-71, Aalborg Værft A/S fra 1968, DAN-Værft A/S 1968-72, af styrelsen for JL-Fondet fra 1967, af Den Danske Provinsbanks repræsentantskab fra 1967, af Dagbladet Informations repræsentantskab 1945-67, af bestyrelsen og arbejdsudvalget for Udenrigspolitisk Selskab fra 1946, af medicinalnævnet fra 1951, af bestyrelsen for Sophus Falcks Mindelegat samt Frihedsfonden, direktør for Lånefonden af Ejendomsbesiddere i de sønderjydske Landsdele. Han var præsident for European Surgical Trade Association 1960-61 og medlem af Grosserer-Societetets repræsentantskab 1962-70. Han modtog Kong Christian X's Erindringsmedalje for Deltagelse i Krigen 1940-45.
Han døde i 2002 og er begravet på Råbjerg Kirkegård. I 2005 udkom en biografi om Ole Lippmann skrevet af Niels Barfoed.